# Кармалка (приток Ереуза)
Кармалка — река в России, протекает по территории Асекеевского района Оренбургской области.

## География и гидрология
Кармалка — правобережный приток реки Ереуз, её устье находится в 13 километрах от устья Ереуза. Длина реки — 20 километров. Площадь водосборного бассейна — 67,2 км².
Кармалка имеет несколько притоков.

## Данные водного реестра
По данным государственного водного реестра России относится к Нижневолжскому бассейновому округу, водохозяйственный участок реки — Большой Кинель от истока и до устья, без реки Кутулук от истока до Кутулукского гидроузла. Речной бассейн реки — Волга  от верхнего Куйбышевского водохранилища до впадения в Каспий.
Код объекта в государственном водном реестре — 11010000812112100007787.